# 拉菲特
拉菲特（法語：Lafitte，法語發音：[lafit]）是法国奥克西塔尼大区塔恩-加龙省的一个市镇，属于卡斯泰尔萨拉桑区。

## 地理
拉菲特（43°58'18"N, 1°7'10"E）面积4.74 平方千米，位于法国奧克西塔尼大區塔恩-加龙省，该省份为法国西南部内陆省份，北起顺时针与洛特省、阿韦龙省、塔恩省、上加龙省、热尔省和洛特-加龙省接壤。
与拉菲特接壤的市镇（或旧市镇、城区）包括：科尔德托洛萨讷、加尔冈维拉、拉布尔加德。

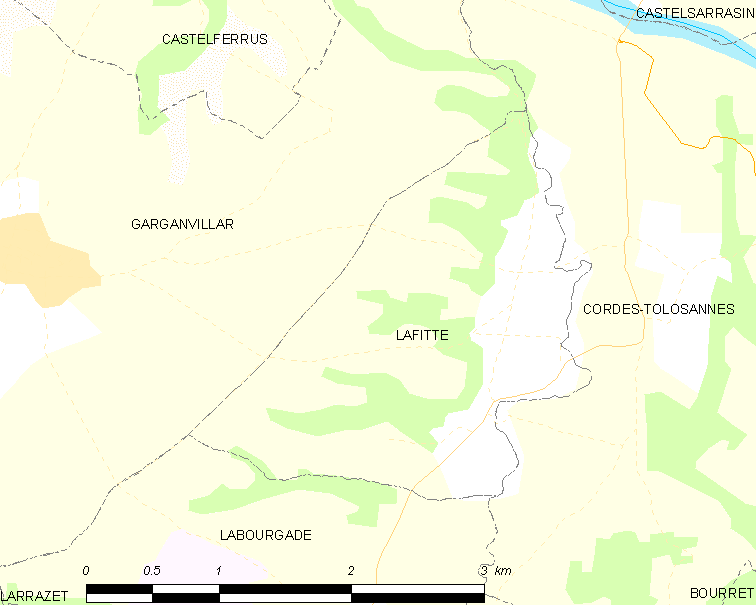
拉菲特的OSM定位图

拉菲特的时区为UTC+01:00、UTC+02:00（夏令时）。

## 行政
拉菲特的邮政编码为82100，INSEE市镇编码为82086。

## 政治
拉菲特所属的省级选区为博蒙德洛马涅县。

## 人口

1962-2008年间拉菲特人口变化图示

拉菲特于2022年1月1日时的人口数量为235人。